# Escopeta de cano serrado
Uma caçadeira de cano serrado (português europeu) ou escopeta de cano serrado (português brasileiro) é um tipo de escopeta com um cano mais curto - normalmente com menos de 18 polegadas (46 cm) - e muitas vezes uma coronha encurtada ou ausente. Apesar do termo coloquial, os canos não precisam, estritamente falando, ser encurtados com uma serra. Os canos podem ser fabricados em comprimentos mais curtos como uma alternativa aos canos tradicionais e mais longos. Isso as torna mais fáceis de transportar devido ao seu perfil menor e peso mais leve. Também torna a arma fácil de manobrar em espaços apertados, um recurso procurado por unidades militares de combate em ambientes confinados, usuários da equipe de aplicação da lei SWAT e aqueles preocupados com a defesa doméstica. Como resultado do menor comprimento do cano, as escopetas serradas que possuem carregador tubular terão sua capacidade de cartuchos reduzida.
Na década de 1930, os Estados Unidos da América, a Grã-Bretanha e o Canadá exigiram uma licença para possuir essas armas de fogo. Eles estão sujeitos a restrições legais dependendo da jurisdição. Eles são usados por forças militares e agências policiais em todo o mundo.

## Descrição
Em comparação com uma espingarda padrão, a escopeta de cano serrado tem um alcance efetivo mais curto, devido a uma velocidade de saída menor; no entanto, seu comprimento reduzido facilita a manobra e a ocultação. Potente e compacta, a arma é especialmente adequada para uso em espaços pequenos, como combate em ambientes confinados em contexto militar. Tripulações de veículos militares usam escopetas de combate de cano curto como armas auxiliares. Em zonas de combate urbanas, as equipes militares de entrada costumam usar escopetas de cano curto ao violar e entrar nas portas.
Muitas jurisdições têm um comprimento legal mínimo para canos de espingarda para tornar essas espingardas mais ocultáveis indisponíveis para fins criminais. Muitos fabricantes de armas nos Estados Unidos não oferecem espingardas serradas ao público desde 1934, quando espingardas com comprimento de cano inferior a 18 polegadas foram restritas, embora já tivessem sido vendidas. Para cumprir os regulamentos da NFA, qualquer pessoa pode preencher um formulário de "fabricação" do Formulário 1 e comprar e aprovar o selo fiscal de US$ 200 para a espingarda em questão, a fim de reduzir legalmente o comprimento do cano para menos de 18 polegadas cortando o cano ou substituí-lo por um mais curto.
Uma escopeta de cano serrado geralmente é uma modificação não oficial de uma espingarda padrão. Em países onde as armas curtas são mais caras ou difíceis de obter, os criminosos podem converter espingardas compradas legalmente ou roubadas em armas ocultáveis.
O termo é freqüentemente aplicado a armas ilegais que são criadas cortando o cano de uma espingarda padrão. O cano de uma espingarda sem carregador tubular pode ser cortado em qualquer comprimento; espingardas de ação por bombeamento ou semiautomáticas geralmente têm um carregador tubular preso na parte inferior do cano que limita o comprimento mínimo do cano a aproximadamente o comprimento tubular do carregador, a menos que também seja modificado, tecnicamente muito mais desafiador do que encurtar o cano. As espingardas de repetição com carregadores tipo cofre não perdem a capacidade de cartuchos quando cortadas, mas são muito menos comuns do que aquelas com carregadores tubulares. As espingardas fabricadas com canos abaixo do comprimento mínimo legal freqüentemente se enquadram em categorias especiais.

## No Brasil
No Brasil, o cano de uma espingarda deve ser igual ou maior do que 24 polegadas (610 mm).